# Lythria comuniaria
Lythria comuniaria är en fjärilsart som beskrevs av Romaniozyn 1930. Lythria comuniaria ingår i släktet Lythria och familjen mätare. Inga underarter finns listade i Catalogue of Life.